# اوی نو کاتا

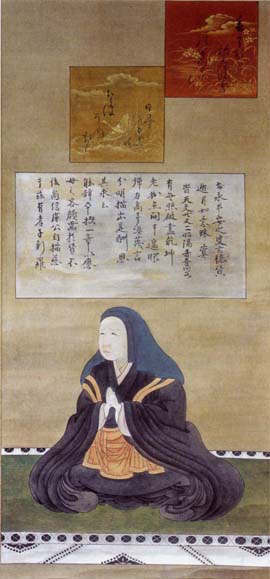

اوی نو کاتا (به ژاپنی: 大井の方 おおいのかた)، (زمان حیات مرگ ۱۵۵۲– تولد ۱۴۹۷ میلادی) یک زن در دوره سنگوکو همسر اصلی تاکدا نوبوتورا بود. پسر او تاکدا شینگن رهبر خاندان تاکدا بود.
او به عنوان دختر اوی نوبوتاتسو، یکی از اعضای خاندان تاکدا و یکی از اهالی ولایت کای به دنیا آمد. در طول دوره موروماچی و دوره سنگوکو، زمانی که درگیری بین خاندان کای تاکدا که شوگو (فرماندار) بودند و کوکوشوی منطقه غربی (ارباب بالفعل) ادامه یافت، خاندان اوی از کوکوشو که به خاندان ایماگاوا در ولایت سوروگا متصل بود حمایت کردند و به مبارزه با تاکدا نوبوتورا ادامه داد. در سال ۱۵۱۷، اوی نوبوتاتسو با تاکدا نوبوتورا صلح کرد.
در این زمان، دخترش با نوبوتورا به عنوان همسر اصلی (سیشیتسو) ازدواج کرد، بنابراین تصور می‌شود که ازدواج خانم اوی یک ازدواج سیاسی با ویژگی‌های گروگان‌گیری قوی بوده است. از قبیله اوی، پسر ارشد نوبویوشی و دیگران به خاندان تاکدا به عنوان ملازم پیوستند و برادران سوم و ششم نام خانوادگی موتو را گرفتند.